# Courtempierre
Courtempierre è un comune francese di 248 abitanti situato nel dipartimento del Loiret nella regione del Centro-Valle della Loira.

## Storia

### Simboli
Lo stemma del comune di Courtempierre è stato adottato il 12 giugno 2018.
Courtempierre si trova nel Gâtinais, in un'area naturale suddivisa tra  vaste paludi e campi coltivati a cereali, simboleggiati rispettivamente dalle canne e dalle spighe di grano.
Il fiume Fusain, che segna il confine con il comune di Sceaux-en-Gâtinais, è rappresentato dalla sbarra di azzurro.

## Società

### Evoluzione demografica
Abitanti censiti